# 3715 Štohl
3715 Štohl è un asteroide della fascia principale. Scoperto nel 1980, presenta un'orbita caratterizzata da un semiasse maggiore pari a 2,3153094 UA e da un'eccentricità di 0,0992817, inclinata di 5,93494° rispetto all'eclittica.